# Генрих III (граф Бара)
Генрих III (фр. Henri III de Bar; нем. Heinrich III von Bar; ок. 1259 — сентябрь 1302, Неаполь), граф Бара и сеньор Муссона с 1291, сын Тибо II, графа Бара, и Жанны де Туси, дочери Жана I, сира де Туси, представитель Монбельярского дома.

## Биография
В 1284 году графиня Шампани и королева Наварры Жанна вышла замуж за будущего короля Франции Филиппа IV. Благодаря этому браку графство Бар оказалось в непосредственной близости от королевского домена. После смерти отца Генрих подвергался все большему давлению со стороны Франции.
В 1288 году Генрих участвовал в конфликте между епископом Меца Бушаром д'Авен и Ферри III, герцогом Лотарингии, в котором поддержал последнего. В 1291 году он уже собирался идти воевать в Святую Землю, когда умер его отец.
Генрих поддерживал отношения с королём Англии Эдуардом I, с которыми он связан общими интересами. 20 сентября 1293 года в Бристоле состоялся брак Генриха с дочерью Эдуарда принцессой Элеонорой, от которой он имел трех детей. Долгое время она была невестой Альфоносо III Свободного, короля Арагона, но в 1291 году он скончался. В то время как при дворе графа справляли торжества по случаю прибытия Элеоноры, герцог Брабанта Жан I прибыл туда с большой рыцарской свитой. В Лувене состоялся турнир в честь брака, на котором герцог Жан погиб. Также Генрих был сторонником короля Германии Адольфа Нассауского, которым он был назначен в 1295 году наместником на границе с Францией.
25 декабря 1296 года Генрих заключил в Жерарсгербене союз с Эдуардом I и графом Фландрии Ги де Дампьером, направленный против короля Франции Филиппа IV. В октябре 1297 года Ги де Дампьер заключил мир с Филиппом, и Генрих один боролся против короля Франции. Уже в июне он был разбит Гоше V де Шатийоном в битве при Лупа-сюр-Луазоне, а в 1299 году Генрих попал во французский плен в Шампани. В 1301 году между Филиппом и императором Альбрехтом I был заключен договор в Брюгге, по которому за Генрихом оставались все его территории к западу от реки Маас, в том числе часть Барруа (фр. Barrois mouvant), однако он должен был признать сюзеренитет короля Франции в этих территориях. Остальная часть Барруа располагалась на территории Священной Римской империи, где также у Генриха оставался Понт-а-Муссон. Также ему пришлось отказаться от нескольких опорных пунктов в пользу короля.
Генрих ездил на Кипр для борьбы с неверными. В 1302 году он хотел отправиться на Восток, но задержался в Южной Италии, где помогал королю Неаполя Карлу II Анжуйскому отразить вторжение короля Сицилии Федериго II. Генрих был тяжело ранен во время боевых действий и вскоре умер.

## Брак и дети
Жена: с 20 сентября 1293, Бристоль: Элеонора Английская (18 июня 1269—19 августа 1298), дочь Эдуарда I, короля Англии. Дети:
- Элеонора; муж: Лливелин ап Оуайн (ум. 1309), лорд Искоеда
- Эдуард I (1296—11 ноября 1336), граф Бара с 1302
- Жанна (ум. 31 августа 1361); муж: Джон де Варенн (30 июня 1286—29 июня 1347), 7-й граф Суррей (брак аннулирован в 1315 г.)